# Datos enlazados

Datasets de Open Data datasets conectados en agosto de 2014.

Mismo diagrama con información de febrero de 2017, mostrando el crecimiento en dos años y medio

En informática, los datos enlazados o datos vinculados (a menudo referidos en inglés como linked data) describe un método de publicación de datos estructurados para que puedan ser interconectados y más útiles. Se basa en tecnologías Web estándar, tales como HTTP, RDF, RDFa y los URI, pero en vez de utilizarlos para servir páginas web para los lectores humanos, las extiende para compartir información de una manera que puede ser leída automáticamente por ordenadores. Esto permite que sean conectados y consultados datos de diferentes fuentes.
Tim Berners-Lee, director del Consorcio de la World Wide Web, acuñó el término en una nota de diseño que trataba de cuestiones relativas al proyecto de Web Semántica. El término "datos enlazados" hace referencia al método con el que se pueden mostrar, intercambiar y conectar datos a través de URI desreferenciables en la Web.

## Principios
Tim Berners-Lee definió cuatro principios que caracterizan los datos enlazados en su ponencia de presentación para el W3C. Estos principios se pueden parafrasear de la siguiente forma:
1. Utilizar URIs para identificar los recursos publicados en la Web
2. Aprovechar el HTTP de la URI para que la gente pueda localizar y consultar (es decir, desreferenciar) estos recursos.
3. Proporcionar información útil acerca del recurso cuando la URI haya sido desreferenciada.
4. Incluir enlaces a otras URI relacionadas con los datos contenidos en el recurso, de forma que se potencie el descubrimiento de información en la Web.

La primera presentación pública importante de la propuesta la realizó Tim Berners-Lee en el congreso TED de 2009.

## Componentes
- URI
- HTTP
- Resource Description Framework (RDF)
- Formatos de serialización (como RDFa, RDF/XML, N3, Turtle y otros)

## Proyecto de comunidad para la interconexión de datos abiertos
El objetivo del proyecto Linking Open Data (Enlazar Datos Abiertos) desarrollado por el grupo de la W3C encargado de divulgar y explicar la Web semántica (Semantic Web Education and Outreach) es ampliar la web con una base de datos común mediante la publicación en la Web de bases de datos en RDF y mediante el establecimiento de enlaces RDF entre datos de diferentes fuentes. En octubre de 2007 se contabilizaron conjuntos de datos de más de dos millones de tripletas, relacionados entre sí por medio de más de dos millones de enlaces RDF.

## Ejemplos

### Conjuntos de datos
- DBpedia - conjunto de datos extraído de Wikipedia; contiene unos 3,4 millones de conceptos descritos por 1000 millones de tripletas, que incluyen resúmenes en once idiomas
- GeoNames aporta descripciones RDF de más de 6 500 000 de accidentes geográficos de todo el mundo.